# Dennensijs
De dennensijs (Spinus pinus synoniem: Carduelis pinus) is een zangvogel uit de familie van vinkachtigen (Fringillidae).

## Verspreiding en leefgebied
Deze soort telt 3 ondersoorten:
- S. p. pinus: Alaska, Canada en de westelijk en noordoostelijke Verenigde Staten.
- S. p. macroptera: noordwestelijk en centraal Mexico.
- S. p. perplexa: van zuidelijk Mexico tot Guatemala.

Zijn habitat bestaat uit naaldbossen, parken en velden in Noord-Amerika van Alaska tot in het Mexicaans gebergte.